# Coral Sun Airways
Coral Sun Airways är ett kiribatiska av två flygbolag. Coral Sun Airways är det yngre av de två flygbolagen och de påbörjade sin verksamhet i januari 2009. Man flyger bara inrikes och korta distanser med de små Britten-Norman Islander-planen. Man planerar dock att köpa ett större plan och på så vis möjliggöra flygningar till Phoenixöarna och Line Islands, än så länge flyger man bara i Gilbert Islands.

## Destinationer
- Kiribati
  - Abaiang
  - Abemama
  - Aranuka
  - Arorae
  - Beru
  - Butaritari
  - Kuria
  - Maiana
  - Makin
  - Marakei
  - Nikunau
  - Nonouti
  - Onotoa
  - Tabiteuea - Norra
  - Tabiteuea - Södra
  - Tamana
  - Tarawa - Bonriki International Airport Huvudflygplats